# Musée d'histoire de Ryozen

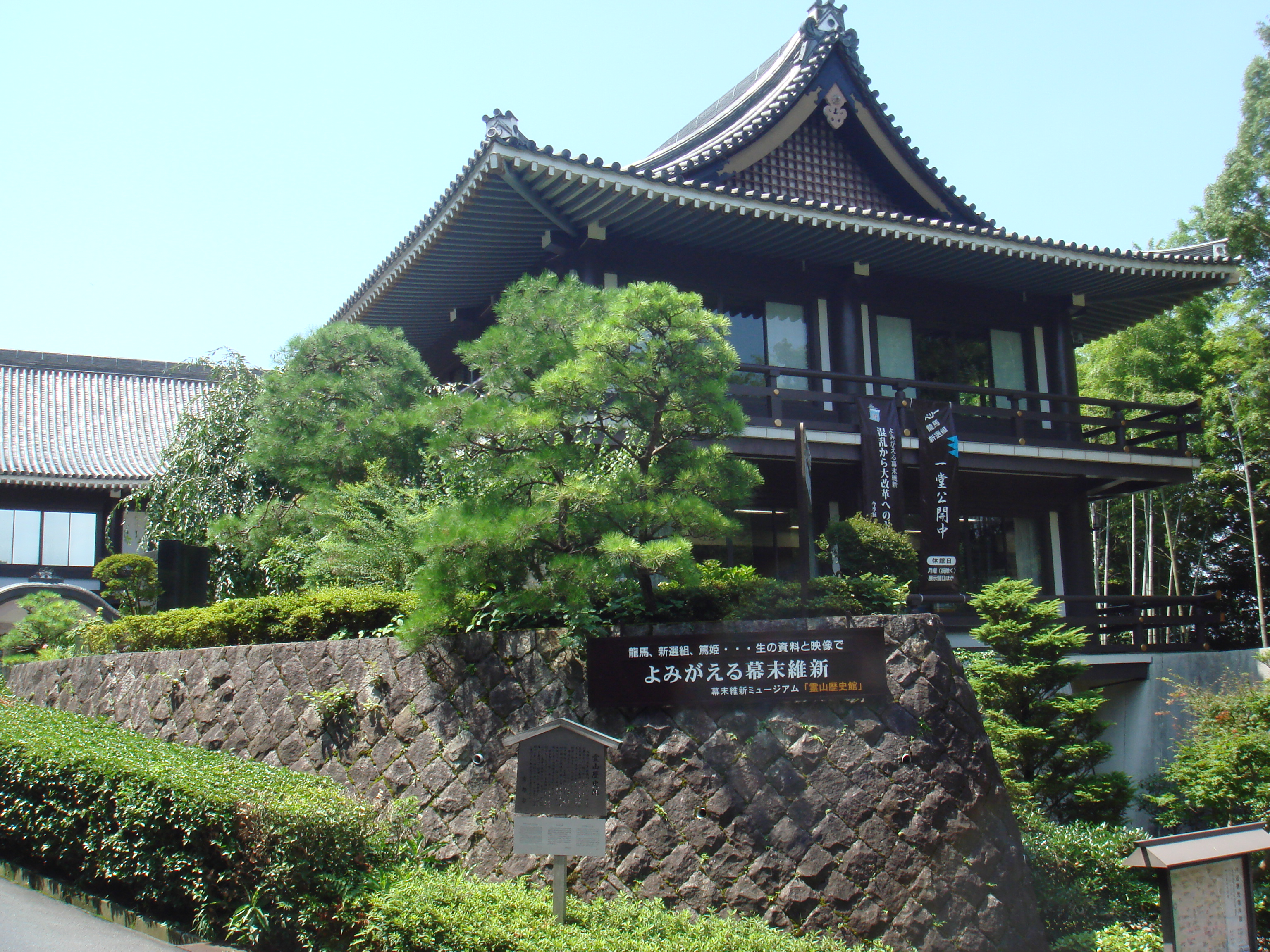
Le musée d'histoire de Ryozen.

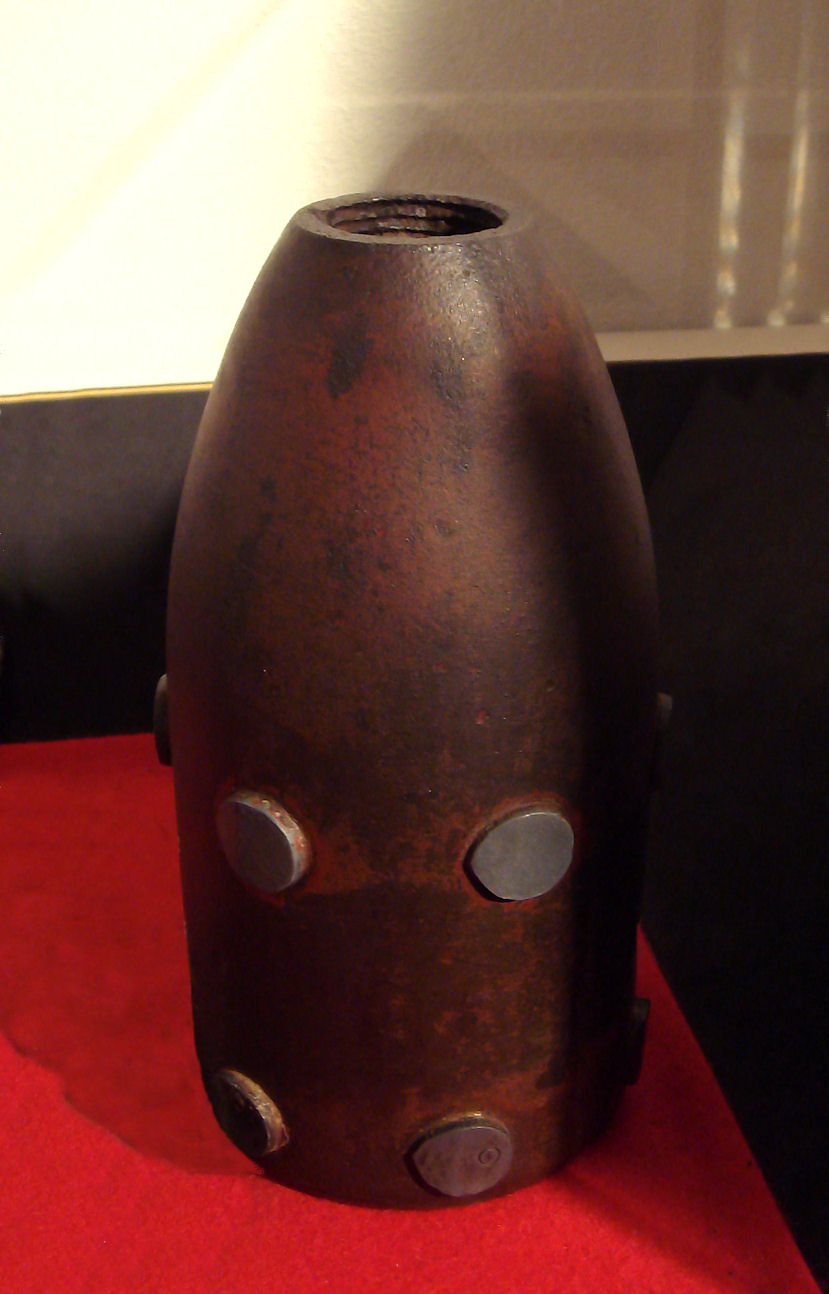
« Obus Napoléon » du Canon obusier de 12. Musée historique de Ryozen.

Le musée d'histoire de Ryozen (幕末維新ミュージアム 霊山歴史館, Bakumatsu Ishin Myūjiamu: Ryōzen Rekishikan) se trouve à Kyoto (Higashiyama-ku) au Japon. Il est spécialisé dans l'histoire de la période du Bakumatsu et de la restauration de Meiji.
Le musée est situé près du Kyōto Ryōzen Gokoku-jinja.